# 232 هـ
232 هـ هي سنة في التقويم الهجري امتدت مقابلةً في التقويم الميلادي بين سنتي 846 و847.

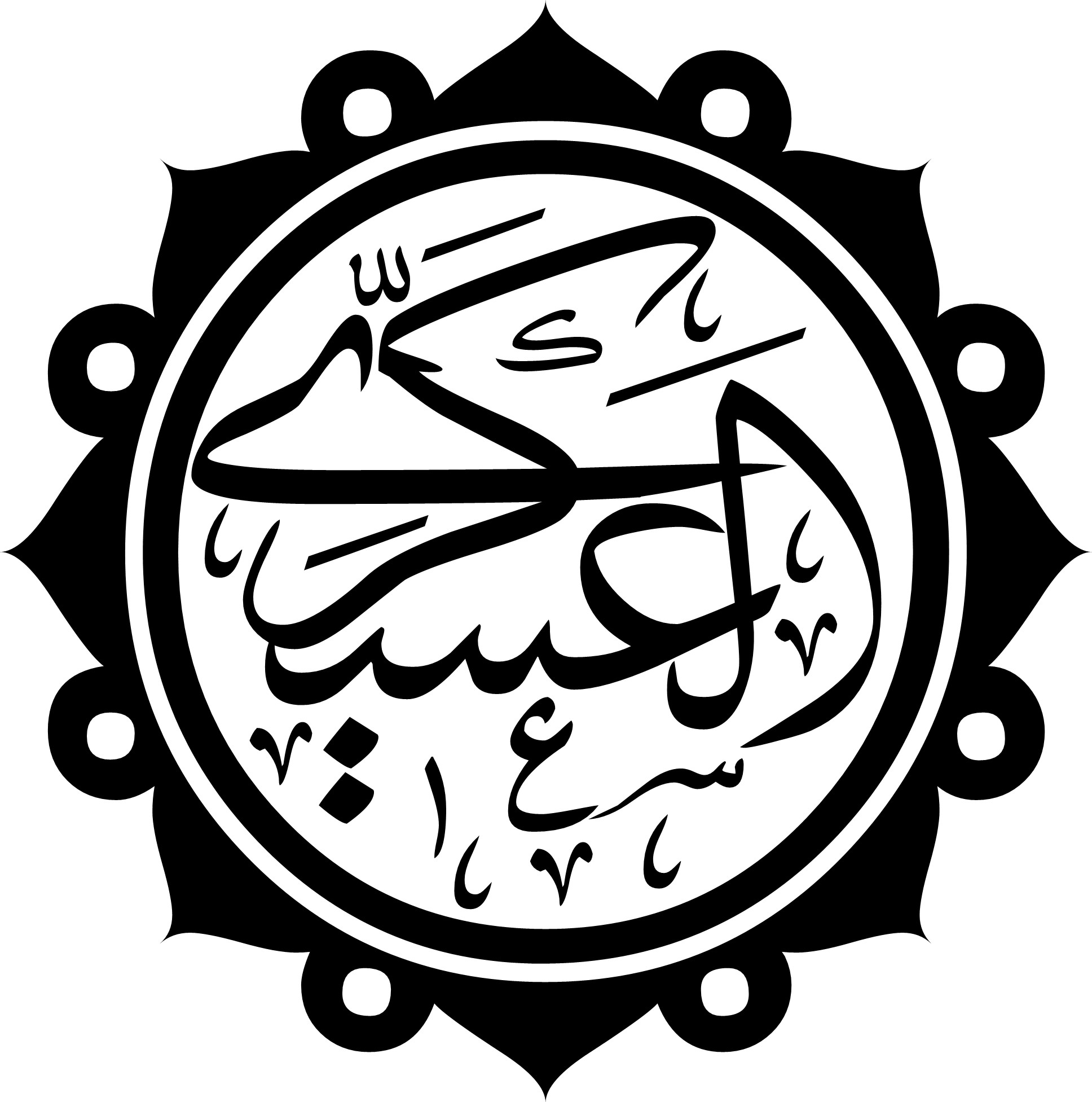
الحسن العسكري

## أحداث
- 24 ذي الحجة - مبايعة الخليفة العباسي المتوكل.

## مواليد
- الحسن بن علي العسكري
- الحسن العسكري

## وفيات
- هارون الواثق بالله
- يحيى بن بشر البلخي
- محمد بن موسى الخوارزمي